# Erre (Fluss)
Die Erre ist ein kleiner Fluss in Frankreich, der weitgehend im Département Orne in der Region Normandie verläuft. Sie entspringt beim Weiler La Ciroudière im Gemeindegebiet von Perche en Nocé, entwässert generell in südöstlicher Richtung durch den Regionalen Naturpark Perche und mündet nach rund 18 Kilometern an der Gemeindegrenze von Saint-Hilaire-sur-Erre und Nogent-le-Rotrou als rechter Nebenfluss in die Huisne. Im Mündungsbereich bildet er die Grenze zum benachbarten Département Eure-et-Loir in der Region Centre-Val de Loire. Im Mündungsbereich quert die Erre die Bahnstrecke Paris–Brest.

## Orte am Fluss
(Reihenfolge in Fließrichtung)
- La Ciroudière, Gemeinde Perche en Nocé
- Nocé, Gemeinde Perche en Nocé
- Préaux-du-Perche, Gemeinde Perche en Nocé
- Saint-Agnan-sur-Erre, Gemeinde Val-au-Perche
- Saint-Hilaire-sur-Erre
- Bouté, Gemeinde Saint-Hilaire-sur-Erre

## Sehenswürdigkeiten
- Manoir de Courboyer, Herrensitz aus dem 15. Jahrhundert in Perche en Nocé – Monument historique[4]. Hier ist die Verwaltung des Regionalen Naturparks Perche untergebracht (Maison du Parc).